# València Negra
El Festival de gènere negre de València, més conegut com a València Negra o VLC Negra és un festival cultural que se celebra a primers de maig a València des de 2013 on té cabuda sobretot la literatura, a més del cinema, la fotografia, la música, les arts escèniques, el teatre, el còmic i la gastronomia i, en general, totes aquelles manifestacions culturals relacionades amb el gènere negre.

## Història
Aquest festival València forma part de la llista dels grans esdeveniments relacionats amb la novel·la negra a Espanya, com poden ser Barcelona Negra, Festival internacional de cinema negre de Manresa, Setmana Negra de Gijón, Getafe Negre, Festival Aragó Negre o Pamplona Negra. Igual que els seus festivals germans, València Negra sorgeix com un esdeveniment participatiu i obert, dirigit a tots els públics, que compta amb un ampli ventall d'activitats i que s'organitza en una extensa xarxa de centres, establiments i entitats participants.
L'any 2017 comptava amb un pressupost de 60.000 € d'iniciativa privada, així com 103 activitats repartides en 28 seus. En 2017 i 2018 s'han fet activitats en indrets diferents de la ciutat de València com ara La Font de la Figuera o Riba-roja de Túria, Aldaia, Benetússer i Burjassot.
Els escriptors valencians Jordi Llobregat, Santiago Álvarez i Bernardo Carrión són els organitzadors.

## Participants
En les edicions que porta fins ara el festival, hi ha hagut una àmplia participació d'escriptors i directors de cinema, entre els quals cal destacar els valencians Ferran Torrent i Juan Miguel Aguilera; els catalans Andreu Martín, Rosa Ribas, Victor del Árbol i Carlos Zanón; el mallorquí Sebastià Bennasar; els espanyols Lorenzo Silva, Juan Madrid, Enrique Urbizu i Rodrigo Cortés; l'argentí Carlos Salem; el francès Pierre Lemaitre; el grec Petros Márkaris; l'algerià Yasmina Khadra; l'italià Antonio Manzini; l'escocès Philip Kerr; o el suís Joël Dicker.

## Premis
València Negra té els següents certàmens:
- Premi a la Carrera Literària Francisco Gonzalez Ledesma - VLC Negra (Instaurat l'any 2015).[9]
- Premis de Novel·la Negra, mitjançant el vot del públic en tres categories: Mejor Novela, Millor Novel·la i Best Novel.[10]
- 60EnNegro. Certamen de MiniClips[11]
- Concurs de curtmetratges Curts 360° VLC NEGRA, amb una selecció prèvia del públic i posterior veredicte del jurat que decideix el guanyador. Categoria en valencià i en castellà.[12]
- #140tirs. Concurs de microrrelats de temàtica negra que premia els millors textos publicats a la xarxa social Twitter.[13]

## Premiats
| Any  | Millor novel·la                                          | Mejor novela                                | Best Novel                                     |
| ---- | -------------------------------------------------------- | ------------------------------------------- | ---------------------------------------------- |
| 2013 |                                                          | No llames a casa de Carlos Zanón            |                                                |
| 2014 |                                                          | Muerto el perro de Carlos Salem             |                                                |
| 2015 | La dona de gris de Anna Maria Villalonga                 | Las flores no sangran de Alexis Ravelo      | Vestido de novia de Pierre Lemaitre            |
| 2016 | Un sepulcre de lletres minúscules de Silvestre Vilaplana | Madrid:frontera de David Llorente           | Fantasma de Jo Nesbø                           |
| 2017 | L'Imperi dels lleons de Sebastià Bennasar                | Azul marino de Rosa Ribas i Sabine Hofmann  | Las sombras de Quirke de Benjamin Black        |
| 2018 | Napalm de Jordi Colonques i Joan Canela                  | Por encima de la lluvia de Víctor del Árbol | La transparencia del tiempo de Leonardo Padura |
| 2019 | No diguis res de Raquel Gámez                            | Todo lo mejor de César Pérez Gellida        | La frontera de Don Winslow                     |
| 2020 | Guillem de Núria Cadenes                                 | Dócil de Aro Sainz de la Maza               | A Game of ghosts de John Connolly              |
| 2021 | Ara direu que estic boig de Andreu Martín                | Revancha de Kiko Amat                       | Catedrales de Claudia Piñeiro                  |
| 2022 | Olor de difunt de Ludmilla Lacueva                       | Las manos tan pequeñas de Marina Sanmartín  | La señora March de Virginia Feito              |
| 2023 | Fletxes desviades de Joan Carles Ventura                 | Crisanta de Juan Ramón Biedma               | La Dama de Ragnar Jónasson                     |
| 2024 | La por de la bèstia d'Anna Moner                         | El novio de la muerte de Ramón Palomar      | La asistenta de Freida McFadden                |

| Any                            | Guanyador               |
| ------------------------------ | ----------------------- |
| 2015                           | Andreu Martín           |
| 2016                           | Rafael Chirbes          |
| 2017                           | Paco Camarasa           |
| 2018                           | Alicia Giménez Bartlett |
| 2019                           | Lorenzo Silva           |
| 2020                           | Jordi Sierra i Fabra    |
| 2021                           | Juan Madrid             |
| 2022                           | James Ellroy            |
| 2023                           | Jo Nesbø                |
| 2024                           | Dennis Lehane           |
| Font:Pàgina oficial del premi. |                         |